# أندرو كلينش
أندرو كلينش (بالإنجليزية: Coo Clinch)‏ هو لاعب اتحاد الرغبي أيرلندي، ولد في 28 نوفمبر 1867 في دبلن في جمهورية أيرلندا، وتوفي بنفس المكان في 1 فبراير 1937.

## وصلات خارجية
- أندرو كلينش عل موقع إسبنسكروم (الإنجليزية)